# 14026 Esquerdo
14026 Esquerdo este un asteroid din centura principală de asteroizi.

## Descriere
14026 Esquerdo este un asteroid din centura principală de asteroizi. A fost descoperit pe 28 septembrie 1994 la Kitt Peak National Observatory în cadrul proiectului Spacewatch. Asteroidul prezintă o orbită caracterizată de o semiaxă mare de 2,36 ua, o excentricitate de 0,16 și o înclinație de 2,6° în raport cu ecliptica.